# Posidonia australis
Posidonia australis là một loài cỏ biển thuộc chi Posidonia, cũng là chi duy nhất trong họ Posidoniaceae. Loài này được Hook.f. miêu tả khoa học đầu tiên năm 1858.

## Từ nguyên
Tính từ định danh australis trong tiếng Latinh có nghĩa là "ở phương nam", hàm ý đề cập đến phạm vi phân bố của loài này nằm chủ yếu ở Nam Úc.

## Mô tả
Thân rễ dẹt ở hai bên, dày khoảng 5–15 mm. Lóng dài 1–4 cm. Thân già và thân rễ đều được bao phủ bởi các bẹ lá già dạng sợi. Mỗi chồi có 2–4 lá; bẹ lá dài 6–10 cm, các mép chồng lên nhau khoảng 1/3 chiều dài của chúng, trở thành một bụi như tóc sau khi lá rụng; lưỡi bẹ dài 1–1,5 mm. Phiến lá phẳng, thường hơi cong, dài 15–45 cm, rộng 6–20 mm, với 14–20 gân dọc hợp nhất gần ngọn lá. Lá bắc hình mũi giáo, dài 0,5–1 mm. Cụm hoa có cuống dài 15–60 cm và rộng 3–5 mm, mỗi cụm có 2–6 hoa; bao phấn màu nâu sẫm trước khi tách ra. Quả dài 2–3 cm, hình elip thuôn dài, không đối xứng, hơi dẹt ở một bên. Hạt dài 15–25 mm.

## Phân bố và môi trường sống

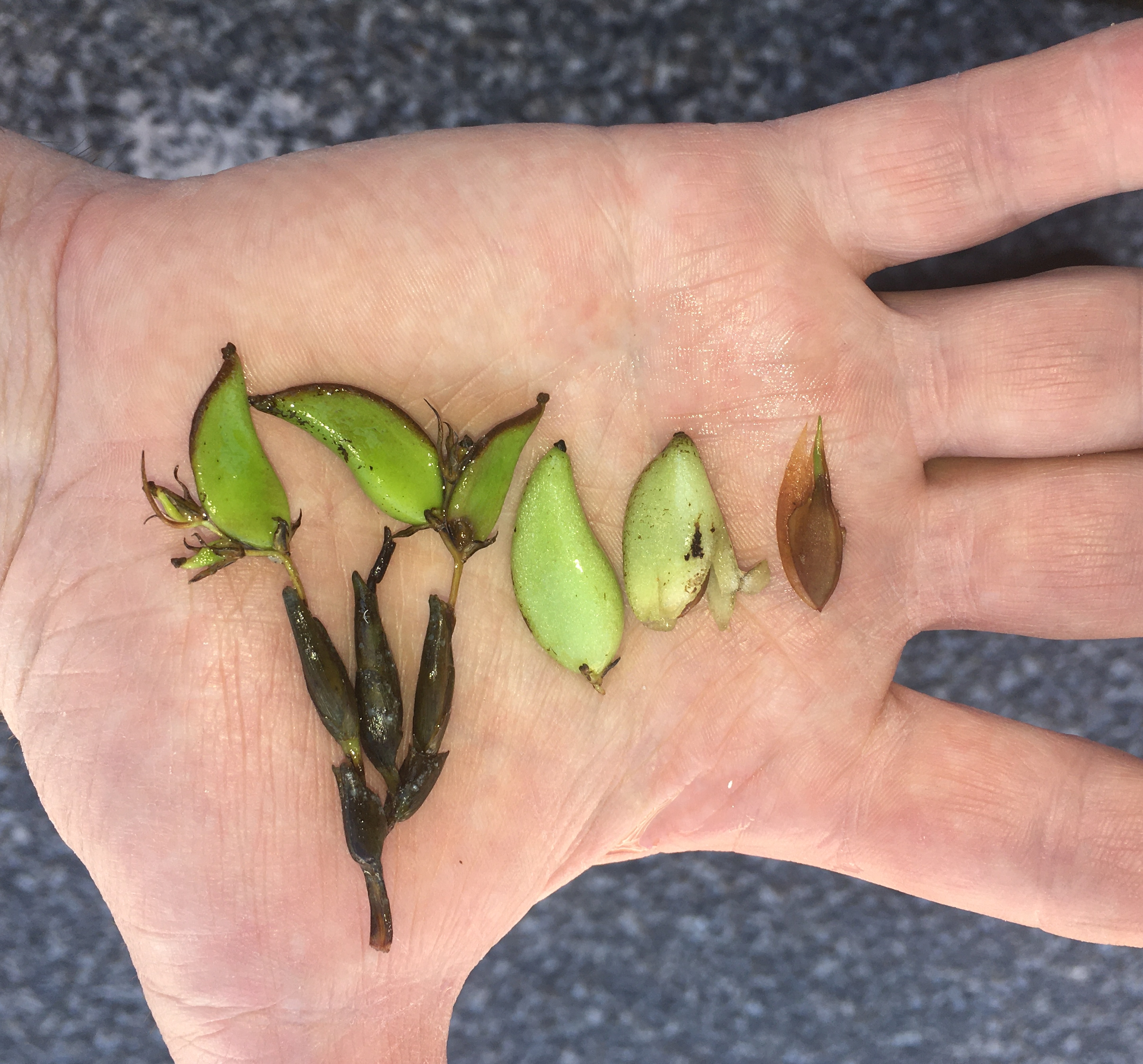
Từ trái qua: Quả non, quả chín, quả đang tách vỏ để phóng hạt, và hạt.

Từ vịnh Shark (Tây Úc), P. australis được phân bố dọc theo bờ nam Úc, ngược lên phía bắc đến Lake Macquarie (New South Wales), bao gồm bờ bắc và đông Tasmania.
P. australis sinh sống và phát triển phổ biến trong các vịnh và cửa sông ở vùng dưới triều, độ sâu đến 22 m. P. australis phát triển tạo thành những thảm cỏ biển rộng lớn, thường mọc xen lẫn với các loài cỏ biển Amphibolis, hay Posidonia angustifolia và Posidonia sinuosa ở phần phạm vi nông hơn, và cũng có thể mọc cùng với Zostera tasmanica và Halophila ovalis ở khu vực trầm tích phía đông nam Úc.
P. australis là một loài sinh trưởng chậm và mất nhiều thời gian để tái sinh khi bị loại bỏ. Các hoạt động khai thác, xây dựng ven biển làm gia tăng tình trạng ô nhiễm biển, hiện tượng bồi lắng và phú dưỡng, gây ảnh hưởng xấu đến môi trường sống của P. australis. Do đó, P. australis được xếp vào Loài sắp bị đe dọa.

## Vật hậu học
P. australis ra hoa vào khoảng tháng 8 đến tháng 10, kết trái từ tháng 11 đến tháng 1 năm sau.

## Sinh vật lớn nhất thế giới
Một nghiên cứu đăng trên tạp chí Proceedings of the Royal Society vào tháng 6 năm 2022 cho biết, các mẫu P. australis được thu thập từ một thảm cỏ ở vịnh Shark trong phạm vi gần 200 km² đều bắt nguồn từ cùng một thân cây mẹ. Từ một mầm cây ban đầu, cá thể P. australis này đã tự nhân bản vô tính bằng hình thức sinh sản sinh dưỡng và vươn dài đến ít nhất là 180 km. Ước tính, nó mất khoảng 4500 năm tuổi để trải dài trên một phạm vi rộng lớn như vậy. Điều này khiến P. australis trở thành loài thực vật nhân bản vô tính lớn nhất được biết đến tính đến hiện tại.

## Phân loại học
Trừ Posidonia oceanica là loài đặc hữu của Địa Trung Hải, 8 loài còn lại trong họ Posidoniaceae (gồm cả P. australis) là đặc hữu của bờ biển phía nam Úc.